# Nereis gracilis
Nereis gracilis är en ringmaskart som först beskrevs av Hansen 1878.  Nereis gracilis ingår i släktet Nereis och familjen Nereididae. Inga underarter finns listade i Catalogue of Life.